# Haplosyllides floridana
Haplosyllides floridana är en ringmaskart som beskrevs av Augener 1922. Haplosyllides floridana ingår i släktet Haplosyllides och familjen Syllidae. Inga underarter finns listade i Catalogue of Life.